# Recinto Cultural de Juárez

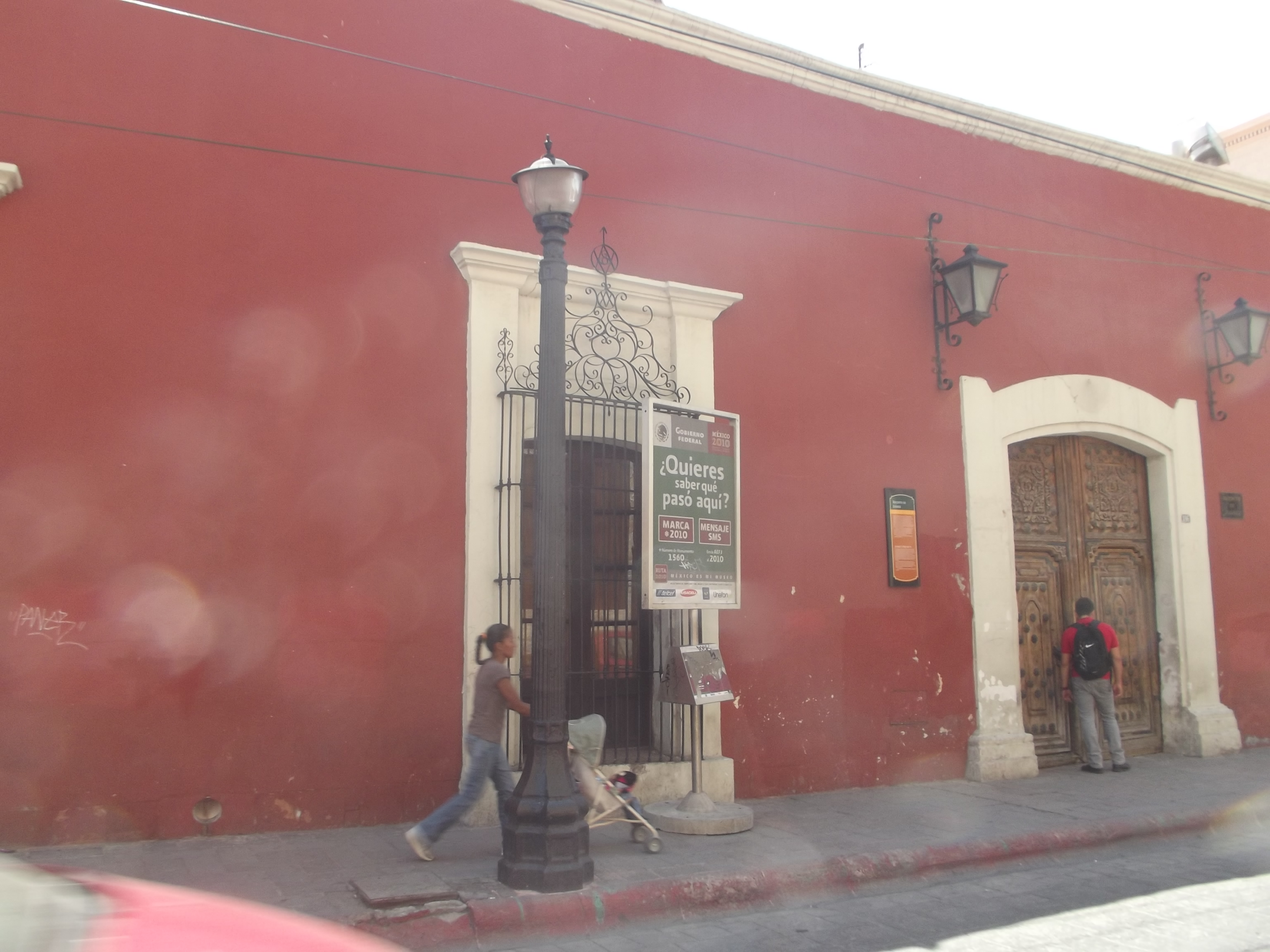
Recinto de Juárez en Saltillo

El Recinto de Juárez es un museo ubicado en la ciudad de Saltillo, Coahuila. Localizado en una vieja casona, fue inaugurado el 18 de julio de 1977 por el entonces gobernador Oscar Flores Tapia, quien le dio el nombre de Recinto de Juárez. Se localiza en el centro histórico de la ciudad en la esquina de las calles Benito Juárez y Nicolás Bravo.
La casona que alberga el museo fue habitada por el presidente Benito Juárez por un periodo de 3 meses, de enero a abril de 1864 durante la segunda intervención francesa en México. Durante estos 3 meses Saltillo fue la capital provisional del gobierno republicano de Juárez. En la actualidad el recinto cuenta con una sala museográfica, el salón de las banderas y de igual manera alberga al Colegio Coahuilense de Investigaciones Históricas.

## Historia de la casona
Se desconoce la fecha exacta de construcción de la casona, sin embargo se fija el inicio de su edificación en 1635.
Es más antigua que la catedral de Saltillo construida en 1745.  Ubicada en el casco histórico de Saltillo a lo largo de los años la casona fue cambiando de dueño. A finales del siglo XVII y principios del XVIII la casa perteneció al capitán Nicolás Guajardo, nieto de Juan Navarro, uno de los fundadores de Saltillo.  Se sabe que cuando Juárez vivió en ella, era propiedad del alcalde Pedro Pereira.
Su construcción es de corte virreinal hecha con ladrillos de adobe y techos de carrizo y morillo. El inmueble fue remodelado y lo único original que se mantiene son las paredes y el portón que se localizaba en la calle de Bravo y que fue cambiado a la calle de Juárez. 
En los más de 300 años de antigüedad la casona ha tenido múltiples usos. A finales del siglo XIX fue el Hotel Filopolita, uno de los tres primeros hoteles de Saltillo y en el siglo XX fue sede del obispado.

## Estancia de Juárez en Saltillo
Por motivo de la segunda intervención francesa en la que la ciudad de México fue tomada por el ejército francés en junio de 1863, el gobierno republicano de Benito Juárez deambuló por varias ciudades del país, siendo una de ellas Saltillo.
Juárez arribó a Saltillo en diciembre de 1863 ante la llegada del ejército francés a San Luis Potosí, donde el republicano había instalado su gobierno desde el 9 de junio. Amén de buscar refugio en tierras saltillenses buscaba reunirse con el gobernador de Nuevo León y Coahuila Santiago Vidaurri para obtener los recursos de las aduanas para la defensa de la nación. A diferencia de Monterrey, donde no fue bien recibido, en Saltillo el presidente Juárez fue objeto de una gran recepción y homenaje en la hacienda Buena Vista organizado por las autoridades locales y ciudadanos, y fue invitado a alojarse en la casona del alcalde Pereira.
Juárez mantuvo su gobierno en Saltillo por tres meses en los cuales disfrutó su estancia en la ciudad debido a la gran calidez con la que fue recibido. La ciudad fue testigo del nacimiento de su último hijo, Antonio Juárez Maza.
Debido a la respuesta negativa del Gobernador Vidaurri sobre los recursos aduanales, el 26 de febrero de 1864 , el presidente Benito Juárez mediante decreto devolvió la independencia al estado de Coahuila de Zaragoza, unido a Nuevo León, y nombró como gobernador al comandante Andrés S. Viesca.

## Actualidad
En la actualidad el recinto cuenta con una sala museográfica que exhibe la historia del presidente Juárez, el salón de banderas que muestra los estandartes usados en la Guerra de Reforma. De igual forma alberga al Colegio Coahuilense de Investigaciones Históricas.